# تئودوروس بیلی
تئودوروس بیلی (به انگلیسی: Theodorus Bailey) سناتور سابق عضو حزب دموکرات-جمهوری‌خواه بود. وی در سال ۱۸۰۳ تا ۱۸۰۴ میلادی سناتور ایالت نیویورک در سنای ایالات متحده آمریکا بود.